# Mexikanische Badmintonmeisterschaft 1973
Die Mexikanische Badmintonmeisterschaft 1973 fand in Mexiko-Stadt statt. Es war die 27. Auflage der nationalen Titelkämpfe von Mexiko im Badminton.	

## Sieger und Finalisten
| Disziplin    | Gold                                             | Silber                             |
| ------------ | ------------------------------------------------ | ---------------------------------- |
| Herreneinzel | Roy Díaz González                                | Victor Jaramillo                   |
| Dameneinzel  | keine Daten                                      | keine Daten                        |
| Herrendoppel | Roy Díaz González Victor Jaramillo               | Ricardo Jaramillo Jorge Palazuelos |
| Damendoppel  | Carolina Pizano de Velazquez María Eugenia Muñoz | Susana Zarate Socorro Lam          |
| Mixed        | Roy Díaz González Luz María Curiel               | Ricardo Jaramillo Susana Zarate    |